# Eriborus rufopictus
Eriborus rufopictus là một loài tò vò trong họ Ichneumonidae.